# Оришкевич Остап Кирилович
Оста́п Кири́лович Оришке́вич (28 вересня 1914, Олесько, нині Буського району Львівської області, Україна — січень 2000, Філадельфія, США) — доктор філософії, автор наукових праць польською й англійською мовами, священник.

## Біографія
Народився 28 вересня 1914 року в Олеську в сім'ї каменяра Кирила і його дружини Олени. Протягом семи років навчався в Олеській школі. У 1932 році вступив до Львівської технічної школи, після закінчення якої міг стати креслярем при інженерах. Однак не закінчивши школи, приватно вивчив гімназійні предмети і після року навчання склав шість гімназійних класів і продовжив навчання з сьомого класу гімназії.
В 1938 році розпочав навчання у Богословській Академії у Львові. Однак через Другу світову війну та ліквідацію навчального закладу, провчився лише один рік, після чого учителював у школі села Кути, де викладав рахунки, фізику, хімію, рисунок і першу медичну допомогу. Після двох років учителювання продовжив навчання у відновленій Богословській Академії.
У період війни з 1941 до кінця березня 1944 року Остап Оришкевич перебував у Старому Самборі, а згодом разом з іншими примусово евакуювали німці на захід. В анкеті посольства СРСР у США Остап Оришкевич зазначав, що 1944 року був вивезений на примусові роботи у Німеччину. Там завершив богословські студії і почав на іншому факультеті студіювати філософію, яку закінчив докторатом із педагогіки в м. Мюнхені.
Емігрував до США 1949 року. В шістдесятих роках, вже будучи громадянином США, Остап Кирилович працював креслярем в Industrial Process Engineering (Нью-Джерсі), та проживав у місті Клівленд, штат Огайо.
Доктор Остап Оришкевич 27 років працював над 7-томним посібником (англійською мовою) педагогічного і виховного напрямку «Education» («Освіта»). Праці почали появлятися на світ з 1966 року в Нью-Йорку. Цю величезну працю допоміг видати своїми коштами Патріарх Йосиф Сліпий.
Розкриваючи зміст праць, на шпальтах газети «Свобода. Український щоденник» (Джерсі-Сіті і Нью-Йорк, грудень, 1979), доктор Остап Оришкевич розповів про свою працю. У І-му томі йдеться про філософію виховання, яка обіймає світ дитинства, початкову і середню школи. У нім є нагромадження різних ідей, їхнє пояснення і мотивування. У II-му томі йде мова про загальні принципи виховання, які мають застосування в житті людини, і якими повинні користуватися батьки, організації і навіть підприємства, які у постійному зв'язку з людьми. У III-му томі наведені принципи, які мають застосування тільки в школах, під час годин навчання. В IV і V-му томах розповідається про всесвітню історію, яка починається 2 000 років від народження Христа до XX століття; вона охоплює системи навчання і виховання цілого світу. В VI-му томі сказано про американську школу в минулому і сучасному, а в VII-му — розкривається модерна методика вивчення чужих мов.
У 1975 році Остап Оришкевич відвідав місце свого народження — смт. Олесько.
24 червня 1980 року висвячений у сан священника. Був священником у храмі Св. Андрія у м. Філадельфії (США).
Помер у Філадельфії в січні 2000 року.